# Ectinogonia buqueti
Ectinogonia buqueti — вид жуків родини златки, найбільш поширений вид роду Ectinogonia. Середній розмір близько 2 см. Мешкає на півночі та центрі Чилі.